# Új-kaledóniai ásótyúk
Az új-kaledóniai ásótyúk (Megapoius molistructor) a madarak (Aves) osztályába, a ásótyúkfélék (Megapodiidae) családjába tartozó mára kihalt faj.

## Előfordulása
Egykor Új-Kaledónia erdeiben élt.

## Kihalása
Korábban úgy gondolták hogy a faj hogy a Lapita-kultúrához tartozó emberek megtelepedésével kihalt a Új-Kaledóniáról, de William Anderson, aki részt vett James Cook csendes-óceáni felfedezőútján beszámolt egy nagy testű talajlakó tyúkféléről ami Új-Kaledónia erdeiben él. Ő fajdnak gondolta, ezért a Tetrao australis nevet adta neki. De a fajdok nem fordulnak elő a déli féltekén. Így nagy valószínűséggel e faj utolsó példányait látta. A vadászat vagy az élőhelye irtása játszhatott közre kihalásában.

## Fordítás
- Ez a szócikk részben vagy egészben  a   Pile-builder Megapode című angol Wikipédia-szócikk fordításán alapul.  Az eredeti cikk szerkesztőit annak laptörténete sorolja fel. Ez a jelzés csupán a megfogalmazás eredetét és a szerzői jogokat jelzi, nem szolgál a cikkben szereplő információk forrásmegjelöléseként.